# Liceum Ogólnokształcące im. Fryderyka Chopina w Sochaczewie
Liceum Ogólnokształcące im. Fryderyka Chopina w Sochaczewie – szkoła publiczna, która swoją działalność rozpoczęła 1 września 1926 roku. Wówczas nosiła nazwę Gimnazjum Koedukacyjne Wydziału Powiatowego Sejmiku Sochaczewskiego.

## Historia szkoły
W momencie powstania w 1926 roku liceum było jedyną szkołą średnią na terenie ówczesnego powiatu. Pomysł utworzenia szkoły średniej w Sochaczewie powstał w 1924 r. Inicjatorami budowy byli przedstawiciele ówczesnej elity sochaczewskiej, m.in.: pierwszy w niepodległej Polsce starosta Sochaczewa – Włodzimierz Garbolewski, który ofiarował na rzecz szkoły teren pod jej budowę. Do współzałożycieli należą także: T. Ołpiński – ówczesny starosta sochaczewski, Zygmunt Repsz – właściciel młyna w Chodakowie oraz inżynierowie: Kazimierz Hugo – Bader i Stanisław Szubert. Projekt architektoniczny szkoły wykonał inżynier architekt Franciszek Wilczkowski.
W roku szkolnym 1926/1927 naukę w niej podjęło 30 uczniów. Szkoła miała charakter półprywatny. Ponieważ należało płacić wysokie czesne, do szkoły mogły uczęszczać tylko dzieci z zamożniejszych rodzin. Uboższym uczniom naukę umożliwiały stypendia fundowane przez bogatych mieszkańców Sochaczewa. Pierwszy egzamin dojrzałości odbył się w czerwcu 1930 r., a zdało go 6 abiturientów. Rok później Gimnazjum ukończyło 14 absolwentów.
Pierwotnie budynek szkoły stylizowany był na dworek szlachecki, nie posiadał też sali gimnastycznej, którą dobudowano w 1932 r. Do wybuchu II wojny światowej w 1939 r. gimnazjum ukończyło 155 osób. W historii szkoły wyjątkowo zapisały się egzaminy wstępne w roku 1939, szczególnie odbywający się 1 września egzamin z matematyki, który został przerwany wyciem syreny alarmowej ostrzegającej przed pierwszym nalotem niemieckim na miasto. W listopadzie, kiedy władze okupacyjne wydały nakaz zamknięcia wszystkich szkół średnich ogólnokształcących w kraju, rodzice uczniów zwrócili się do nauczycieli z prośbą o nauczanie ich dzieci. W taki oto sposób powstały pierwsze tajne komplety prowadzone przez Wandę Górko (język polski), Zofię Urbanowską (biologia, geografia), Władysława Nowakowskiego (matematyka, fizyka). Najpierw lekcje były prowadzone w domach nauczycieli, później również w mieszkaniach uczniów. Normalne lekcje w szkole zaczęły się odbywać 1 marca 1945 r.
Od początku istnienia w szkole powstawały organizacje młodzieżowe: samorząd szkolny, kółko samokształceniowe, koło sportowe, koło dramatyczne, drużyny harcerskie, a po wojnie także: koło teatralne, chór szkolny, kabaret uczniowski, SKS itp.
W 2016 roku odbył się z okazji 90-lecia szkoły zjazd absolwentów połączony z mszą, spotkaniami w klasach oraz Balem absolwentów w hotelu Chopin w Sochaczewie. Przygotowano książkę pamiątkową i wystawę zdjęć.

## Patron
Patronem liceum jest polski wybitny kompozytor i pianista Fryderyk Chopin, urodzony 1 marca 1810 (według oświadczeń samego artysty i jego rodziny) lub 22 lutego (według metryki chrztu, sporządzonej kilka tygodni po urodzeniu) we wsi Żelazowa Wola, położonej 8 km od Sochaczewa, na Mazowszu, w ówczesnym Księstwie Warszawskim. Ze względu na patronat w szkole często odbywają się konkursy związane z życiem i twórczością Chopina.

## Primus Inter Pares
Co roku szkoła nadaje ten tytuł najlepszemu uczniowi liceum. Musi on spełniać następujące kryteria:
- Najwyższa średnia ocen z obowiązkowych i dodatkowych zajęć edukacyjnych znajdujących się na świadectwie ukończenia szkoły oraz wzorowa ocena zachowania przez cały okres nauki w szkole ponadgimnazjalnej.
- Osiągnięcia w olimpiadach przedmiotowych – w kolejności uzyskania tytułu laureata, finalisty, ukończenia zawodów okręgowych, udział w zawodach okręgowych, udział w eliminacjach szkolnych
- Najwyższa średnia wyników z obowiązkowych i dodatkowych zajęć edukacyjnych w I semestrze w klasie III.
- Najwyższa średnia wyników z obowiązkowych i dodatkowych zajęć edukacyjnych uzyskanych na świadectwie ukończenia klasy II.

## Znani absolwenci[4]
- Marek Białkowski – profesor, wykładowca na uniwersytecie w Brisbane / Australia/,
- Roman Chałaczkiewicz – polski dyplomata, były ambasador RP w Iraku, czy Zjednoczonych Emiratach Arabskich,
- Jan Głuchowski – profesor prawa,
- Robert Janowski – piosenkarz, kompozytor, poeta, aktor, dziennikarz radiowy i prezenter telewizyjny,
- Bogusław Liberadzki – profesor nauk ekonomicznych, polityk, minister transportu i gospodarki morskiej w latach 1993–1997, poseł na Sejm III i IV kadencji, europoseł V,VI,VII,VIII, IX kadencji Parlamentu Europejskiego, wiceprzewodniczący Europarlamentu VIII kadencji.
- Ewa Nasalska /Draber/ – dr hab. wykładowca w Instytucie Socjologii Uniwersytetu Warszawskiego,
- Mieczysław Wyględowski – polski polityk, lekarz chirurg, senator II i III kadencji,
- Michał Gołkowski – polski pisarz literatury fantastycznej,
- Urszula Wójcicka – profesor, rusycystka, wykładowca Uniwersytetu Bydgoskiego,
- Piotr Zborowski – wokalista, kompozytor, autor tekstów, karierę rozpoczął w zespole Felivers,
- Jolanta Gonta – Starosta Sochaczewski
- Piotr Osiecki – rugbista, reprezentant Polski, samorządowiec, Burmistrz Sochaczewa.

## Znani uczniowie
- Mariusz Kamiński – polski polityk, poseł na Sejm III, IV, V, VII,VIII, IX oraz X kadencji, w latach 2006–2009 szef Centralnego Biura Antykorupcyjnego, od 2015 do 2023 Koordynator służb specjalnych, w latach 2019–2023 Minister spraw wewnętrznych.

## Dyrektorzy[5]
- Wiesław Bączkowski 1926
- Tadeusz Mendrys 1926 – 1927
- Władysław Wasung 1927 – 1929
- Józef Hołdakowski 1929 – 1931
- Bronisław Pasławski 1931 – 1939
- Władysław Nowakowski 1945 – 1952
- Władysław Rojkowski 1952 – 1953
- Zofia Kowerczuk 1953 – 1965
- Bogumiła Bukowska 1965 – 1972
- Wiesława Pińkowska 1972 (1 IX–30 XI)
- Zdzisław Kopiński 1972 – 1974
- Teresa Smok 1974 – 1975
- Janina Kieryło 1975 – 1981
- Mirosław Szczepanowski 1981 – 2009
- Adam Radożycki 2009 – 2013
- Dariusz Miłkowski (obecnie)